# Vexibia stenophylla
Vexibia stenophylla là một loài thực vật có hoa trong họ Đậu. Loài này được (A. Gray) W.A. Weber miêu tả khoa học đầu tiên năm 1987.